# SKN St. Pölten
A Sportklub Niederösterreich St. Pölten egy osztrák labdarúgóklub, melynek székhelye Sankt Pöltenben található. 2000-ben alapították.

## Keret
2023. február 4-i állapot szerint.
| #  |     | Poszt | Név                                                |
| -- | --- | ----- | -------------------------------------------------- |
| 2  | AUT | V     | Filip Drljepan                                     |
| 3  | AUT | V     | Thomas Alexiev                                     |
| 5  | CIV | V     | Souleymane Kone                                    |
| 6  | GUI | KP    | Karim Conté                                        |
| 7  | CGO | CS    | Kévin Monzialo                                     |
| 8  | AUT | KP    | Christoph Messerer                                 |
| 9  | AUT | CS    | Bernd Gschweidl                                    |
| 10 | USA | CS    | Ulysses Llanez (kölcsönben a Wolfsburg csapatától) |
| 12 | AUT | K     | Franz Stolz                                        |
| 14 | JPN | CS    | Rio Nitta (kölcsönben a Szagan Toszu csapatától)   |
| 15 | AUT | V     | Christian Ramsebner                                |
| 16 | AUT | KP    | Nicolas Wisak                                      |
| 17 | CIV | CS    | Yacouba Silue                                      |

| #  |     | Poszt | Név                                           |
| -- | --- | ----- | --------------------------------------------- |
| 18 | AUT | KP    | Benedict Scharner                             |
| 19 | AUT | V     | David Riegler                                 |
| 20 | AUT | KP    | Daniel Schütz                                 |
| 22 | NED | CS    | Jaden Montnor                                 |
| 24 | GER | V     | Fadhel Morou                                  |
| 25 | AUT | KP    | Thomas Salamon                                |
| 26 | AUT | K     | Thomas Turner                                 |
| 27 | AUT | K     | Pirmin Strasser                               |
| 28 | GER | CS    | Luis Hartwig (kölcsönben a Bochum csapatától) |
| 37 | AUT | V     | Julian Keiblinger                             |
| 47 | AUT | CS    | Marcel Pemmer                                 |
| 66 | SUI | V     | Yannick Scheidegger                           |
| 77 | AUT | KP    | Din Barlov                                    |

## Sikerlista
- 2. Landesliga West (4. osztály): 2000–01
- Landesliga Alsó-Ausztria (4. osztály): 2001–02
- Regionalliga Ost (3. osztály): 2007–08
- Erste Liga (2. osztály): 2015–16

## Menedzserek
- Karl Daxbacher (2000–2002)
- Horst Kirasitsch (2002–2003)
- Frenk Schinkels (2003–2004)
- Günther Wessely (2005–2006)
- Markus Kernal /  Peter Benes (2006)
- Walter Hörmann (2006–2007)
- Martin Scherb (2007–2013)
- Thomas Nentwich (2013, gondnok)
- Gerald Baumgartner (2013–2014)
- Herbert Gager (2014)
- Michael Steiner (2014–2015)
- Jochen Fallmann (2015)
- Karl Daxbacher (2015–2016)
- Jochen Fallmann (2016–2018)
- Ranko Popović (2018–2019)
- Alexander Schmidt (2019–2020)
- Robert Ibertsberger (2020–2021)
- Georg Zellhofer (2021)
- Gerald Baumgartner (2021)
- Stephan Helm (2021–)